# صناعة القائد 2
صناعة القائد 2 هو برنامج تلفزيوني لتعليم القيادة في قناة الرسالة أذاعه الداعية الإسلامي والمدرّب القيادي الكويتي طارق السويدان في رمضان. وهو الموسم الثاني من البرنامج التلفزيوني صناعة القائد. يتمثل البرنامج في توجه طارق السويدان مع مجموعة صغيرة مختارة من الشباب والبنات إلى ماليزيا كي يتعرفوا على التجربة الماليزية في عدة جوانب مثل التعليم الجامعي والمرأة.

## وصلات خارجية
- الموقع الرسمي لطارق السويدان
- الموقع الرسمي لقناة الرسالة